# Vaipae
Ne doit pas être confondu avec Vaipaee.

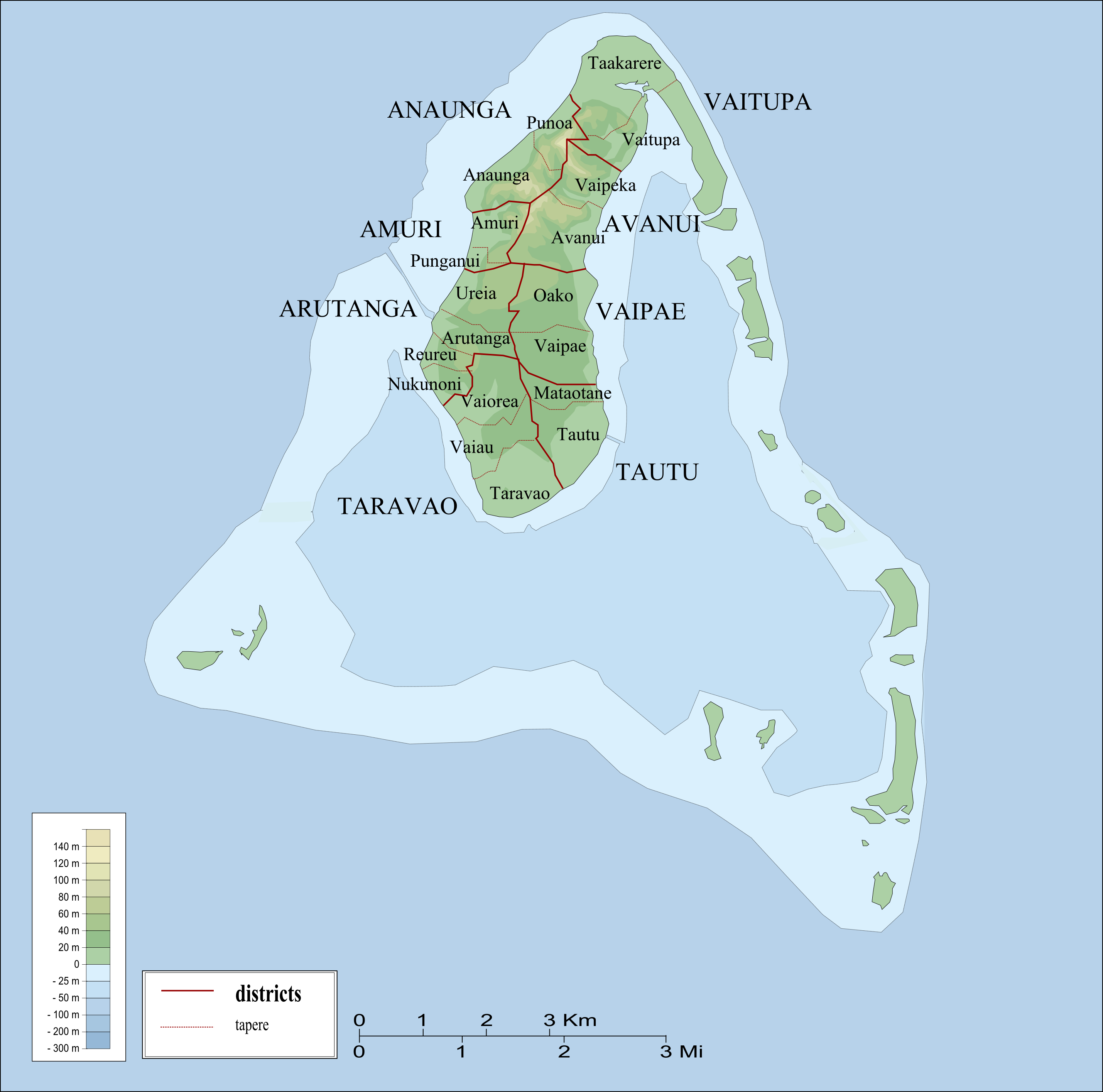
Districts et tapere d'Aitutaki

Vaipae est l'un des huit districts de l'île d'Aitutaki aux îles Cook. Situé en bordure du lagon intérieur, il fait partie de la circonscription électorale de Vaipae-Tautu. Vaipae est constitué de deux tapere : 
- Oako (au nord)
- Vaipae (au sud)